# Cymodocea nodosa
Cymodocea nodosa é uma espécie de planta com flor pertencente à família Zannichelliaceae. 
A autoridade científica da espécie é (Ucria) Asch., tendo sido publicada em Sitzungsber. Ges. Naturf. Freunde Berlin (1869) 4..

## Portugal
Trata-se de uma espécie presente no território português, nomeadamente em Portugal Continental.
Em termos de naturalidade é nativa da região atrás indicada.

## Protecção
Encontra-se protegida por legislação portuguesa ou da Comunidade Europeia, nomeadamente pelo Anexo I da Convenção sobre a Vida Selvagem e os Habitats Naturais na Europa.